# Friedrich Beißer
Friedrich Beißer (* 8. Januar 1934 in Ansbach; † 12. März 2019 in Mainz) war ein deutscher evangelischer Theologe.

## Leben
Friedrich Beißer wuchs in Mittelfranken auf. Von 1953 bis 1959 studierte er Evangelische Theologie an der kirchlichen Augustana-Hochschule Neuendettelsau und an den Universitäten Erlangen und Heidelberg. Von 1962 an war er acht Jahre lang in Heidelberg Wissenschaftlicher Assistent bei Peter Brunner. Am 6. November 1964 wurde er in Erlangen über die Claritas scripturae bei Martin Luther promoviert. Am 21. Dezember 1968 habilitierte er sich in Heidelberg bei Peter Brunner mit einer Arbeit über die Gottesvorstellungen bei Friedrich Daniel Ernst Schleiermacher. 1965 wurde er ordiniert. Von 1970 bis 1976 war er in Heidelberg zunächst als Universitätsdozent, dann als apl. Professor tätig. Im Jahr 1976 erhielt er den Ruf auf den Lehrstuhl für Systematische Theologie im Fachbereich Theologie an der Johannes-Gutenberg-Universität Mainz. 24 Jahre lang prägte er bis zu seiner Emeritierung im Jahr 1999 die Studenten im Blick auf ein solides Bibelwissen, Kenntnis der Bekenntnisse und Wahrnehmung der dogmatischen Verantwortung in kirchlicher Praxis. Neben lutherischen Theologen und Themen widmete er sich insbesondere Karl Barths Theologie und den Fragen der Sakramente.

## Leistungen
Friedrich Beißer steht für eine theologisch reflektierte Inblicknahme aktueller kirchlicher Herausforderungen, die er im kirchlichen Einzugsbereich seiner Fakultät zur Genüge finden konnte, gerade im Blick auf sozial-politische, außenpolitische und kirchliche Themenfelder. Sein Engagement war dabei von einer klaren Linie geprägt, die von anderer Seite durchaus als Sturheit interpretiert werden konnte und wurde. Seine Forschung hatte den Schwerpunkt bei der biblischen Hermeneutik, der Eschatologie und bei Martin Luther.
Friedrich Beißer lebte Seelsorge auf dem Feld des Denkens und scheute auch nicht den Kontakt zu konstruktiv-konservativen theologischen Ausbildungsstätten wie dem Mainzer Studienhaus Philipp-Jakob-Spener-Haus, dem Theologischen Vorstudium im Geistlichen Rüstzentrum Krelingen und der Lutherischen Theologischen Hochschule Oberursel.

## Werke
- Claritas scripturae bei Martin Luther. (Forschungen zur Kirchen- und Dogmengeschichte 18). Vandenhoeck & Ruprecht, Göttingen 1966.
- Schleiermachers Lehre von Gott. Dargestellt nach seinen Reden und seiner Glaubenslehre. (Forschungen zur Kirchen- und Dogmengeschichte 22). Vandenhoeck & Ruprecht, Göttingen 1970.
- Das Reich Gottes. Vandenhoeck & Ruprecht, Göttingen 1976, ISBN 3-525-58108-4.
- Hoffnung und Vollendung. (Handbuch Systematische Theologie 15). Gütersloher Verlagshaus, Gütersloh 1993, ISBN 3-579-04944-5.
- Der christliche Glaube. Dogmatik in 5 Bänden. Freimund-Verlag, Neuendettelsau 2008, ISBN 978-3-86540-048-2.

Als (Mit-)Herausgeber
- Lima und das reformatorische Proprium. Beiträge von Gottfried Voigt, Albrecht Peters und Friedrich Beisser. Lutherisches Verlagshaus, Hannover 1984, ISBN 3-7859-0505-X.
- Eckehart Lorenz, Friedrich Beißer (Hrsg.): Widerstand, Recht und Frieden. Studien aus dem Lutherischen Weltbund. Ethische Kriterien legitimen Gewaltgebrauchs. Eine interkonfessionelle und ideologiekritische Studie. Martin-Luther-Verlag, Erlangen 1984, ISBN 3-87513-040-5.
- Friedrich Beißer, Karl Lehmann (Hrsg.): Lehrverurteilungen - kirchentrennend? Teil 2: Materialien zu den Lehrverurteilungen und zur Theologie der Rechtfertigung. Vandenhoeck & Ruprecht, Göttingen 1988, ISBN 3-525-56926-2.